# Spaske (Mîkolaiivka), Sumî
Spaske (în ucraineană Спаське) este un sat în comuna Mîkolaiivka din raionul Sumî, regiunea Sumî, Ucraina.

## Demografie
Componența lingvistică a localității Spaske
     Ucraineană (96,86%)
     Rusă (3,14%)
Conform recensământului din 2001, majoritatea populației localității Spaske era vorbitoare de ucraineană (96,86%), existând în minoritate și vorbitori de rusă (3,14%).